# 林基洲
林基洲（1929年—1993年7月21日）。男，汉族，辽宁大连人，中国马列主义著作翻译家，曾任中央编译局副局长，第七、八届全国政协委员。